# Читательский билет
Читательский билет — специальный документ, подтверждающий право читателя на посещение библиотеки и пользование библиотечными изданиями, в том числе вне библиотеки.
Читательский билет оформляется и выдается при записи в библиотеку или заключении договора с библиотекой на оказание услуг, что определяется правилами библиотеки, равно как и пользование им.
Чаще всего читательский билет выполняет те же функции, что и членский билет. Библиотечный билет также служит средством идентификации. Когда человек выбирает предмет на время и представляет библиотеке библиотечный билет, он берет на себя ответственность за взятый на время предмет и обещает соблюдать определённые правила, обычно включая обещание вернуть предмет в установленный срок или столкнуться с библиотечным штрафом. Если владелец карты нарушает эти обязанности, его привилегии по заимствованию могут быть приостановлены. По состоянию на 2011 год 62 % всех американцев являются держателями библиотечных карточек.
Использование американских библиотечных ресурсов и услуг возможно по предъявлению читательского билета как в виде документа, так и в его биометрической или электронной форме. Обладание читательского билета в американской системе библиотек не является обязательным для читателя. Однако, его наличие предоставляет доступ ко всем библиотечно-информационным услугам и даёт обладателю билета некоторые дополнительные привилегии. Например, такие люди имеют возможность бесплатного посещения некоторых мемориалов, культурных и исторических центров, музеев и ботанических садов.
Для каждой библиотеки существуют свои читательские билеты, которые могут быть бумажными, электронными и пластиковыми. Также, к билету прикреплена абонементная карточка, в которой указана информация об абоненте библиотеки, его номере и сведений о нём. В современном читательском билете, помимо номера, могут быть штриховой код (например, Codabar), RFID-метка.
При получении издания в читальном зале библиотеки, не предназначенном для выноса, читательский билет на время получения книги передается работнику библиотеки, и возвращается при возврате издания.
При получения издания «на руки», в абонементную карточку вносится библиографическая информация о выданном издании, и сроке возврата. При истечении срока возврата, до которого издание не было возвращено в библиотеку в установленный срок, выписывается библиотечный штраф за просрочку возврата.
Согласно системе стандартов по информации, библиотечному и издательскому делу, в ГОСТ 7.0-99 такой термин, как «читательский билет», отсутствует. Взамен применяется «библиотечный абонемент».

Виды читательских билетов
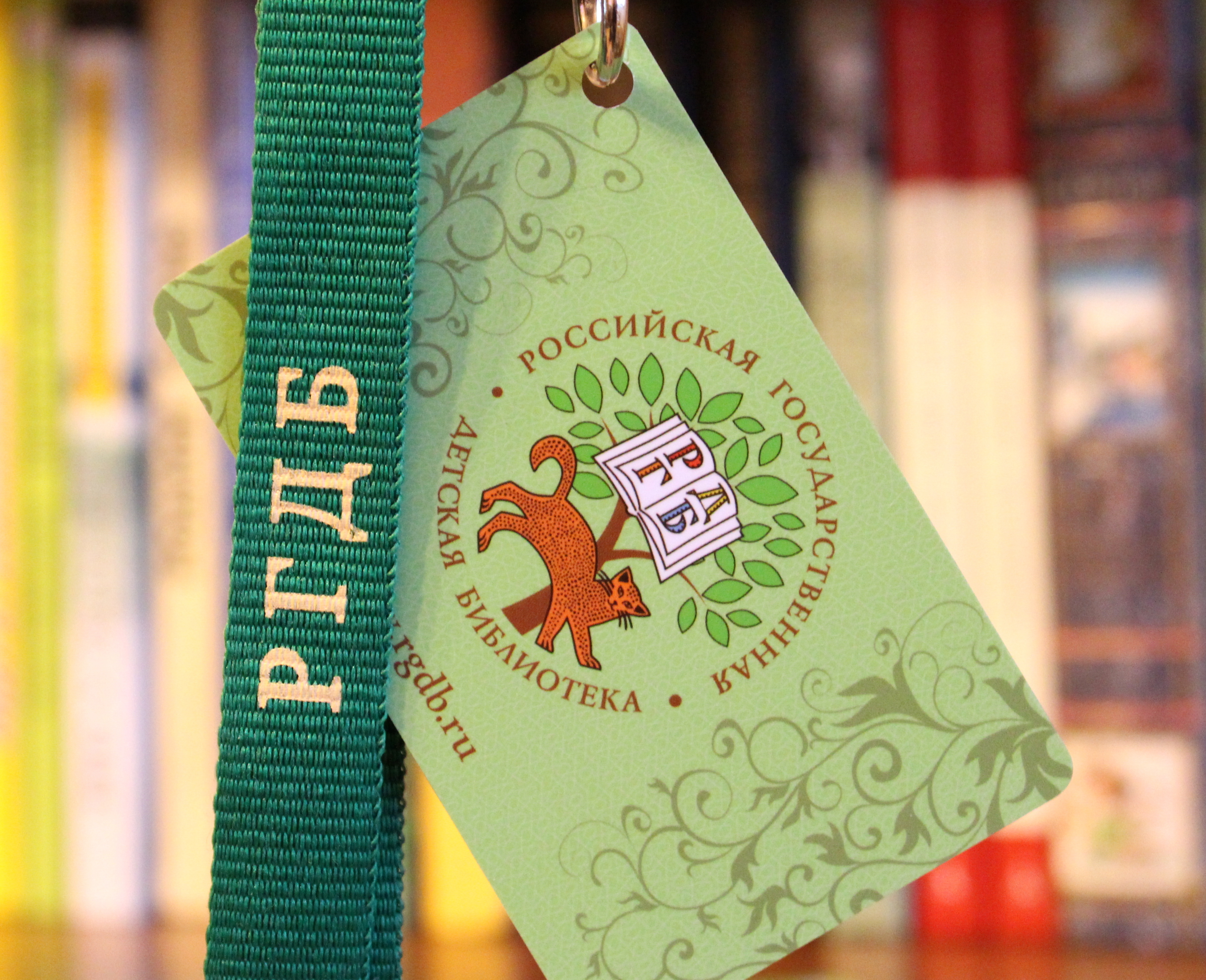
Читательский билет Российской государственной детской библиотеки
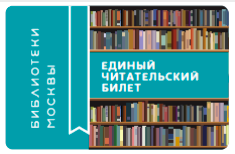
Единый читательский билет библиотек Москвы
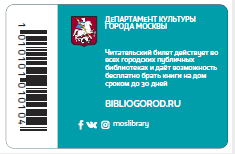
Единый читательский билет библиотек Москвы (обратная сторона)
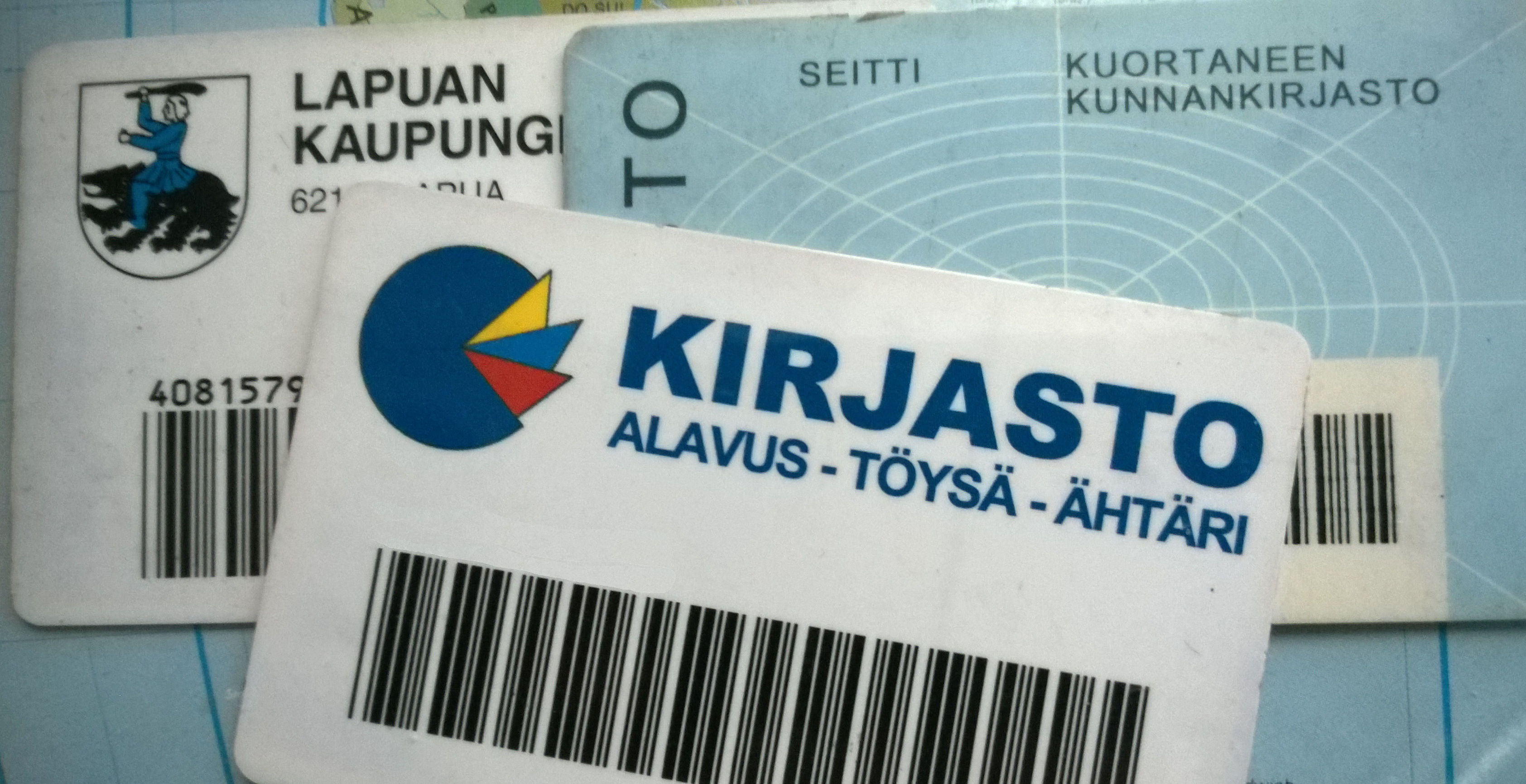
Читательские билеты финских библиотек
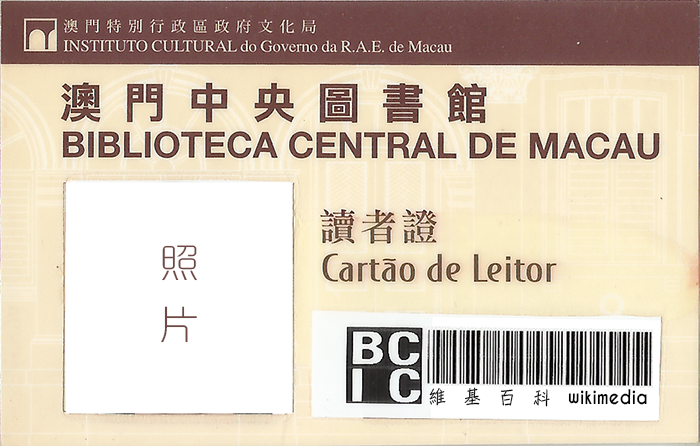
Читательский билет Центральной библиотеки Макао